# Rhizopulvinaria armeniaca
Rhizopulvinaria armeniaca är en insektsart som beskrevs av Borchsenius 1952. Rhizopulvinaria armeniaca ingår i släktet Rhizopulvinaria och familjen skålsköldlöss.
Artens utbredningsområde är Armenien. Inga underarter finns listade i Catalogue of Life.